# روبرت إتش يونغ
روبرت إتش يونغ (بالإنجليزية: Robert H. Young)‏ هو عسكري أمريكي، ولد في 4 مارس 1929 في أوروفيل في الولايات المتحدة، وتوفي في 9 أكتوبر 1950 في كوريا في ممالك كوريا الثلاث.